# 1619
| 1619               |
| ------------------ |
| Dødsfald - Fødsler |
| • Begivenheder     |

| Gregoriansk kalender | 1619 MDCXIX             |
| Ab urbe condita      | 2372                    |
| Armensk kalender     | 1068 ԹՎ ՌԿԸ             |
| Kinesiske kalender   | 4315 – 4316 戊午 – 己未 |
| Etiopisk kalender    | 1611 – 1612             |
| Jødisk kalender      | 5379 – 5380             |
| Hindukalendere       |                         |
| - Vikram Samvat      | 1674 – 1675             |
| - Shaka Samvat       | 1541 – 1542             |
| - Kali Yuga          | 4720 – 4721             |
| Iransk kalender      | 997 – 998               |
| Islamisk kalender    | 1028 – 1029             |

Konge i Danmark: Christian 4. 1588-1648
Se også 1619 (tal)

## Begivenheder
- Jens Munk bliver af kong Christian 4. sendt af sted for at finde Nordvestpassagen til Indien. Genopdager i stedet Hudsonbugten i Canada
- 2. juni - de engelske og nederlandske ostindiske handelskompagnier indgår en overenskomst om handelen i Øst- og Sydøstasien
- 20. august - de første afrikanske slaver kommer til Amerika, da et hollandsk skib med 20 sorte fanger i lasten lægger til i Jamestown i Virginia
- 28. august - Ferdinand 2. vælges til kejser af det Tysk-romerske rige

## Født
- 21. januar – Anders Bording, dansk digter og journalist (død 1677)
- 6. marts – Cyrano de Bergerac, fransk garderofficer, digter og dramatiker (død 1655)

## Dødsfald
- 2. marts - prinsesse Anna af Danmark, ved giftemål med Jakob 6. af Skotland fra 1589 dronning af Skotland og fra 1603 af England. (født 1574).
- 20. marts – kejser Matthias af det Tysk-romerske rige fra 1612 til sin død. (født 1557).